# 9540 Mikhalkov
9540 Mikhalkov è un asteroide della fascia principale. Scoperto nel 1982, presenta un'orbita caratterizzata da un semiasse maggiore pari a 3,1095003 UA e da un'eccentricità di 0,1412824, inclinata di 2,54919° rispetto all'eclittica.